# Cantón de Maubourguet
El cantón de Maubourguet era una división administrativa francesa, que estaba situada en el departamento de Altos Pirineos y la región de Mediodía-Pirineos.

## Composición
El cantón estaba formado por once comunas:
- Auriébat
- Caussade-Rivière
- Estirac
- Labatut-Rivière
- Lafitole
- Lahitte-Toupière
- Larreule
- Maubourguet
- Sauveterre
- Sombrun
- Vidouze

## Supresión del cantón de Maubourguet
En aplicación del Decreto n.º 2014-242 de 25 de febrero de 2014, el cantón de Maubourguet fue suprimido el 22 de marzo de 2015 y sus 11 comunas pasaron a formar parte del nuevo cantón de Valle del Adour-Rustan de Madiran.